# Фолсом, Франклин
Франклин Брюстер Фолсом, англ. Franklin Brewster Folsom (21 июля 1907, Боулдер, Колорадо — 30 апреля 1995, там же) — американский писатель популярных книг для детского и юношеского возраста.

## Биография
Окончил университет Колорадо, а также занимался исследованиями в Оксфордском университете, где был получателем Стипендии Родса. Был профессиональным писателем, выпустил свыше 80 книг (часть — в соавторстве с женой Мэри Элтинг Фолсом). Основные темы книг: история, археология США. Также работал гидом в Скалистых горах.
Интересовался проблемами угнетённых меньшинств (индейцы, афроамериканцы и т. п.), был активным деятелем писательского профсоюза — Лиги американских писателей. В 1937—1943 гг. занимал должность исполнительного секретаря Лиги (фактически руководил организацией после ухода в отставку президента лиги У. Фрэнка, высказывавшего сомнения в виновности подсудимых показательных процессов в Москве. Лига тесно сотрудничала с Компартией США, членом которой также был и Фолсом.
В период «маккартизма» был вынужден публиковать книги под псевдонимами: Benjamin Brewster, Chase Elwell, Michael Gorham, Lyman Hopkins, Horatio D. Jones, Troy Nesbit, Philip Stander, Samuel Cutler.
Жена Мэри Элтинг (1906—2005) — писательница и журналистка (Forum Magazine). В семье родились двое детей, Майкл (1938—1990) и Рейчел (1944).

## Сочинения

### Под собственным именем
- «Search In The Desert» [1955] by Franklin Folsom
- «Fury and The Mystery At Trappers' Hole» [1959] by Franklin Folsom
- «Wagon Train» [1959] by Franklin Folsom
- «The Story of Archaeology of The Americas» [1960] by Franklin Folsom and Mary Elting Folsom
- «America’s Ancient Treasures: A Guide To Archaeological Sites and Museums In The United States and Canada» [1962] by Franklin Folsom and Mary Elting Folsom
- «Famous Pioneers» [1963] by Franklin Folsom
- «The Language Book: From Tom Toms To Telstar» [1963] by Franklin Folsom, Illustrated by John Hull & Tran Hawicke
  - В русском переводе: «Книга о языке». М. Прогресс. 1974.
  - Во французском переводе: Du tam-tam à telstar, l’aventure du langage.
  - Расширенное издание: «The whole dramatic story of language: What it is . . . How it began . . . How it changes» [1963]
- «Soviet Union : The View from Within» [1965]
- «Science and The Secret of Man’s Past» [1966] by Franklin Folsom
- «The Answer Book of History» [1966] by Mary Elting Folsom & Franklin Folsom
- «Flags of All Nations and The People Who Live Under Them» [1967] by Mary Elting Folsom & Franklin Folsom
- «If You Lived In The Days of The Wild Mammoth Hunters» [1968] by Franklin Folsom and his wife Mary Elting Folsom
- «The Life and Legend of George McJunkin: Black Cowboy» [ages 10 & up; 1973] by Franklin Folsom
- «Red Power On The Rio Grande: The Native American Revolution of 1680» [1973]
- «Indian Uprising On The Rio Grande: The Pueblo Revolt of 1680» [1996]
- «Impatient Armies of The Poor: The Story of Collective Action of The Unemployed, 1808—1942» [1991] by Franklin Folsom
- «Days of Anger, Days of Hope: A Memoir of The League of American Writers, 1937—1942» [1994] by Franklin Folsom